# Luis Peirano
Luis Alberto Peirano Falconí (Lima, 12 de octubre de 1946), es doctor en Humanidades, periodista, político y catedrático peruano. Fue Ministro de Cultura del Perú desde el 11 de diciembre de 2011 hasta el 24 de julio del 2013.

## Biografía
Luis Peirano Falconí es Doctor en Humanidades, Licenciado en Sociología y Bachiller en Ciencias Sociales de la Pontificia Universidad Católica del Perú, además de ser especialista en medios de comunicación y un reconocido director de teatro. Cuenta con una Maestría en Artes de la Universidad de Wisconsin, Estados Unidos.
Peirano ha dedicado parte de su carrera profesional a la docencia, pues ha sido fundador, presidente y primer decano de la Facultad de Ciencias y Artes de la Comunicación de la PUCP, desde el año 1998 al 2008, difundiendo conocimiento en otras universidades del Perú y del extranjero. Ha sido miembro de la Comisión Especial de Asesoramiento ad honorem, referido a la organización y desarrollo de teatros y museos en la ciudad de Lima, por la Municipalidad Metropolitana de Lima en el 2011 y es miembro honorario vitalicio del Sindicato de Artistas Intérpretes del Perú.
Su vasta experiencia en el ámbito de la gestión del desarrollo cultural ha llegado hasta el Comité Técnico de Cultura de la UNESCO, donde laboró entre los años 2004 y 2005; el Consejo Consultivo de Plural Televisión también en el 2004, así como de la Comisión Nacional de Cultura. Cabe resaltar el trabajo de Peirano Falconí en el Tribunal de Ética del Consejo de la Prensa Peruana, el Instituto Hemisférico de Estudios de Performance y Política de la Universidad de Nueva York (NYU) y el Centro de Estudios y Promoción del Desarrollo.
En 2005 dirigió la obra Historia de un gol peruano, que compitió en el XVI Festival Internacional del Teatro Experimental de El Cairo.
El 11 de diciembre de 2011, con la salida del gabinete Lerner, asumió la cartera de Ministro de Cultura en reemplazo de Susana Baca de la Colina. 
Se casó con la también ex Ministro de la Mujer y Desarrollo Humano, Cecilia Blondet, con quien tuvo dos hijos: Camilo y Marcelo. 